# حسن خليل عبد الله
حسن خليل العبد الله (1943 (أو 1944)- 21 /6/ 2022) هو شاعر وأديب لبناني، له العديد من الأعمال الإبداعية المنشورة، كما غنى من شعره عدة فنانين لبنانيين. وتم تكريمه عدة مرات، كما نال العديد من الجوائز.

## سيرة
هو حسن خليل العبد الله، ولد في الخيام– جنوب لبنان، ونشأ في عائلة مولعة بالأدب الشعبي مما ولد لديه حب القصص والاساطير. بدأ يكتب الشعر في سنوات مبكرة. تلقى دروسه في المرحلتين الابتدائية والمتوسطة في بلدته الخيام وتابع تعليمه الجامعي في بيروت. حصل على إجازة في الادب العربي ودرّس مادة الأدب لفترة طويلة.

## نشاطه الثقافي
كتب حسن العبد الله للأطفال فصدر له حوالي ستين كتاباً بين شعر ونثر شكلت علامة بارزة في أدب الأطفال في لبنان والعالم العربي. وشارك في مهرجانات شعرية محلية وعالمية. كما شارك في ندوات ومؤتمرات أدبية عربية وترجمت مختارات من شعره إلى الفرنسية والإنكليزية والألمانية والإسبانية والروسية.
انقطع عن كتابة الشعر نحو 18 عاماً وأطل بعدها بمجموعته «راعي الضباب» التي شكلت تطوراً نوعياً في مسيرته الشعرية، وأثارت، بواقعيتها الحادة ولغتها اليومية المباشرة وأبعادها التعبيرية اهتمام النقاد.
تحولت بعض قصائده للأطفال إلى أغنيات بالحان وليد غلميه وأحمد قعبور. كما غنى، من شعره، الفنان مارسيل خليفة أغنيتي «أجمل الأمهات» و«من أين أدخل في الوطن»، وكذلك الفنان خالد الهبر.
على عكس التيار السائد في الشعر يميل حسن العبد الله إلى الشعر «الواقعي»، لكنه يعتمد أسلوباً وصفياً مؤثراً يكشف عن العلاقات المقنعة التي تهدد وجودنا الإنساني.

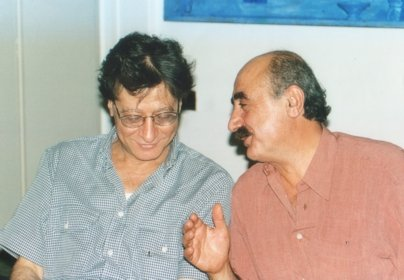
الشاعر حسن عبدالله مع الشاعر محمود درويش.

تدور معظم قصائد العبد الله حول أجزاء من سيرته الذاتية بين الخيام وصيدا وبيروت. إلا أن وقائع هذه السيرة مشحونة بالتأملات التي تعكس مناخ مرحله شكلت تحولاً نوعياً على الصعيدين الثقافي والاجتماعي.
من ناحية ثانية تتجاوز السيرة الذاتية في شعر العبد الله سياقها التاريخي لتأخذ منحى درامياً يتشكل في تجربة راهنة ويعبر عن علاقته (علاقة الشاعر) المتأزمة بالواقع.
نشر حسن العبد الله قصائده في عدد من المجلات والصحف الأدبية، كما نشر في مطلع حياته عدداً من القصص القصيرة.

## أعماله الشعرية
- أذكر أنني أحببت – دار الفارابي - 1972
- الدردارة – دار الفارابي - 1981[8]
- راعي الضباب – دار رياض الريس للكتب والنشر - 1999
- ظل الوردة - دار الساقي للنشر والتوزيع - 2012

## انتاجه في أدب الأطفال
قدم انتاجاً ضخماً للأطفال نال عنه عدة جوائز. ومن أهم كتبه للأطفال:
- أنا الألف 
- مازن والنملة. تمّ تحويل هذه القصة إلى فيلم أخرجه لقناة الجزيرة المخرج برهان علوية.
- فرح 
- دجاجة البيت الذي رحل.
- صائد الفراشات.
- عصفوران.
- الفلاح وطائر البط.
- العودة إلى الغابة.
- صديق النجوم.

## الجوائز
حصل على أكثر من جائزة أدبية، وكُرّم في مهرجان السينما الدولي الحادي عشر للأطفال في القاهرة. ومنحته وزارة الثقافة المصرية العام 2002 جائزةً عن مجمل أعماله الأدبية للأطفال. 
نال في العام 2012 جائزة الإبداع الأدبي في حقل أدب الأطفال من مؤسسة الفكر العربي.
نال جائزة الشيخ زايد لأدب الأطفال في دورتها الحادية عشر عن كتابه «صديق النجوم» في العام 2016.